# Canales del Ducado
Canales del Ducado es una localidad española del municipio de Sacecorbo, perteneciente a la provincia de Guadalajara, en la comunidad autónoma de Castilla-La Mancha. En 2017 contaba con 12 habitantes.

## Geografía
Por las cercanías de la localidad discurre el río Ablanquejo.

## Historia
Canales del Ducado debe su nombre al ducado de Medinaceli. En la guerra de la Independencia residió en él la intendencia de Guadalajara. Un incendio casual, ocurrido en marzo de 1813, redujo a cenizas la mitad de las viviendas de la localidad.
A mediados del siglo XIX, el lugar, por entonces con ayuntamiento propio, tenía contabilizada una población de 174 habitantes. Aparece descrito en el quinto volumen del Diccionario geográfico-estadístico-histórico de España y sus posesiones de Ultramar de Pascual Madoz de la siguiente manera:

CANALES: l. con ayunt. en la prov. de Guadalajara (14 leg.), part. jud. de Cifuentes (4), aud. terr. y c. g. de Madrid (24), dióc. de Sigüenza (7): sit. á las inmediaciones de los r. Tajuña y Ablanquejo en posicion elevada, sobre terreno llano y pedregoso, libre á la influencia de todos los vientos, su clima es muy inconstante y las enfermedades mas comunes, tercianas, dolores reumáticos, perlesias y pulmonias: tiene 45 casas de mala construccion y distribucion interior; la de ayunt. en la que está la cárcel; un pósito con el fondo de 60 fan. de trigo: escuela de instruccion primaria, comun á ambos sexos, dirigida por el sacristan, sin mas dotacion por el primer cargo, que la retribucion convenida con los padres de los 12 alumnos que asisten, segun sus respectivas clases; y una igl. parr. (San Roque), servida por un cura de provision real y ordinaria previa concurso: el cementerio se halla en posicion que no ofende á la salubridad pública: confina el térm. N. Espliegares; E. Huerta Hernando; S. Ocentejo, y O. Sacecorbo; dentro de él se encuentra una fuente de buenas aguas, de la que se surten los vec. para beber y demas usos domésticos, sirviendo tambien para abrevadero de los ganados; hay varios huertos, 2 trozos de bosque poblados uno de carrasca que se destina á  carboneo, otro de sabina, que suerte á la pobl. de combustible y una buena deli de pastos: el terreno flojo, pedregoso y secano, es montuoso en su mayor parte, con algunas llanuras; le atraviesan los r. Tajuña y Ablanquejo, sin prestar mas utilidad que la de la pesca, y el mover el segundo un molino harinero. caminos: los locales de herradura y en mal estado: correo, se recibe de la adm. de Cifuentes por un balijero. prod.: trigo, cebada, avena y legumbres, todo en corta cantidad, de suerte que no sufraga al gasto del vecindario, y tienen que surtirse de estos art. y otros de consumo, en los mercados de Cifuentes y Sigüenza; cria ganado lanar, cabrio, mular y vacuno, caza de perdices, conejos, liebres, corzos, venados, lobos y zorras. ind.: la agrícola, el indicado molino harinero y el carbonéo. pobl.: 33 vec. 174 alm. cap. prod.: 1.448,890 rs. imp.: 40,400. contr. 2.026. presupuesto municipal 750, se cubren con el produsto del repetido molino, correspondiente á los propios, y el déficit por repartimiento vecinal.
Es este el l. del ducado de Medinaceli. En la guerra de la Independencia residió en él la intendencia de Guadalajara. Un incendio casual, ocurrido en marzó de 1813, redujo a cenizas la mitad de sus casas.
(Madoz, 1846, p. 389)

El municipio de Canales del Ducado desapareció en 1976, al ser incorporado al término municipal de Sacecorbo.

## Demografía
| Gráfica de evolución demográfica de Canales del Ducado entre 1842 y 1970 |
| |
| Población de derecho según los censos de población del INE Población de hecho según los censos de población del INEEntre el censo de 1981 y el anterior, este municipio desaparece porque se integra en el municipio Sacecorbo |

En 2017 contaba con 12 habitantes.

## Patrimonio
La iglesia de la localidad es de estilo románico.